# أبو بكر زعيتر
أبو بكر زعيتر  (من مواليد 10 مارس 1986 بمدينة كولونيا في ألمانيا) هو مقاتل فنون قتال مختلطة «إم إم أ» من أصل مغربي. حصد عدة ألقاب عالمية منها لقب «أحسن رياضي في البلد» بألمانيا على مدار ثلاث سنوات متتالية. وبطولة ألمانيا في فنون القتال المختلطة للوزن المتوسط سنة 2015. وحاليا يعد لاعبا في بطولة العالم للقتال الحر

## بداياته
في بداية حياته المهنية، شارك زعيتر في العديد من منظمات الفنون القتالية المختلطة الإقليمية، مثل KSW و Absolute Championship Berkut و Respect Fighting Championship.

### دوري المحاربين المحترفين
في 2 أبريل 2016، شارك أبو بكر زعيتر لأول مرة في دوري المحاربين المحترفين. واجه داني ديفيس جونيور وفاز عليه بقرار اللجنة. في عاد إلى دوري المحاربين المحترفين خلال دورته ال33 في 2 أكتوبر 2016، حيث فاز على منافسه مايك أرانت بإجماع لجنة التحكيم.

### يو إف سي
في عام 2018، أعلن زعيتر توقيعه على عقد مع أكبر منظمة في فنون القتال المختلطة بطولة القتال النهائي. في 22 يوليو 2018 خاض معركته الأولى ضد الملاكم التايلندي البرازيلي فيتور ميراندا وفاز عليه في المعركة بالنقاط.

## حياته الشخصية
ينحدر والده من مدينة الحسيمة أما والدته فتنحدر من مدينة طنجة شمال المغرب، ويقتفي شقيقه الأصغر عثمان أبو زعيتر أثره في نفس الرياضة.

## إنجازات
- 2015 : فائز ببطولة ألمانيا في فنون القتال المختلطة MMA في الوزن المتوسط

## لائحة بمعارك فنون القتال المختلطة
| النتيجة   | نقاط       | الدولة           | الخصم                           | طريقة الفوز القتالية                    | عدد الجولات | الوقت | المنافسة                                         | التاريخ    | المكان                                        | تعليق                                                      |
| --------- | ---------- | ---------------- | ------------------------------- | --------------------------------------- | ----------- | ----- | ------------------------------------------------ | ---------- | --------------------------------------------- | ---------------------------------------------------------- |
| هزيمة     | 14-2-1 (1) | كندا             | مارك أندري باريولت              | الضربة القاضية                          | 3           | 4:56  | بطولة القتال النهائي 260                         | 27.03.2021 | لاس فيغاس                                     |                                                            |
| فائز      | 14-1-1 (1) | البرازيل         | فيتور ميراندا                   | قرار (بالإجماع)                         | 3           | 5:00  | UFC Fight Night 134: Shogun vs. Smith            | 22.07.2018 | هامبورغ                                       | بدء اللعب في بطولة القتال النهائي لأول مرة                 |
| فائز      | 13-1-1 (1) | الولايات المتحدة | مايك أرنت                       | القرار (بالإجماع)                       | 3           | 5:00  | الجولة 33 من السلسلة العالمية للقتال الحر        | 7/10/2016  | الولايات المتحدة · ولاية كانساس سيتي (ميزوري) |                                                            |
| فائز      | 12-1-1     | الولايات المتحدة | داني ديفيس جونيور               | القرار (بالإجماع)                       | 3           | 5:00  | الجولة 30 من السلسلة العالمية للقتال الحر        | 2/04/2016  | الولايات المتحدة · ولاية لاس فيغاس (نيفادا)   |                                                            |
| فائز      | 11-1-1     | روسيا            | إبراهيم تيبيلوف                 | الضربة القاضية                          | 1           | 1:53  | بطولة بيركوت المطلقة الدورة 27                   | 20/12/2015 | طاجيكستان · مدينة دوشانبي                     | أول مرة في بطولة بيركوت المطلقة                            |
| فائز      | 10-1-1 (1) | بولندا           | رافائيل ليفون Rafał Lewoń       | القرار (بالإجماع)                       | 5           | 5:00  | بطولة ألمانيا في فنون القتال المختلطة الدورة 6   | 18/04/2015 | ألمانيا · مدينة كاستروب راوكسل                | الفوز ببطولة ألمانيا في فنون القتال المختلطة للوزن المتوسط |
| إستسلام   | 9-1-1      | بولندا           | Piotr Strus                     | إستسلام                                 | 3           | 5:00  | بطولة بولندا لفنون الدفاع عن النفس الدورة 27 قفص | 17/05/2014 | بولندا · غدانسك / سوبوت                       |                                                            |
| فائز      | 9-1        | ويلز             | جاك مارشمان                     | الضربة القاضية                          | 1           | 0:34  | قتال ليلي - سي دبليو إف سي 10                    | 28/03/2014 | الأردن · عمان (مدينة)                         |                                                            |
| فائز      | 8-1        | بولندا           | كولاك كرزيستوف                  | الضربة القاضية                          | 1           | 2:20  | KSW 25: Khalidov vs. Sakurai 2                   | 7/12/2013  | بولندا · فروتسواف                             |                                                            |
| فائز      | 7-1 (1)    | بولندا           | Marcin Naruszczka               | الضربة القاضية                          | 2           | 2:15  | بطولة ألمانيا في فنون القتال المختلطة 4          | 6/07/2013  | ألمانيا · هيرنه                               |                                                            |
| فائز      | 6-1 (1)    | ألمانيا          | رومان كابرانوف                  | الضربة القاضية                          | 1           | 4:30  | Kombat Komplett 8                                | 2/02/2013  | ألمانيا · باومهولدر                           |                                                            |
| هزيمة     | 5-1 (1)    | بولندا           | Marcin Naruszczka               | الضربة القاضية                          | 1           | 5:00  | بطولة القتال المحترم 8                           | 22.09.2012 | ألمانيا فوبرتال                               | قتال من أجل الوزن المتوسط (-84 كلغ)                        |
| فائز      | 5-0 (1)    | ألمانيا          | Marcin Naruszczka               | قرار (بالإجماع)                         | 3           | 5:00  | RESPECT FC 7                                     | 21.04.2012 | ألمانيا · إسن (ألمانيا)                       |                                                            |
| فائز      | 4-0 (1)    | ألمانيا          | Martin Zawada                   | TKO (ciosy pięściami)                   | 1           | 0:12  | SFC 8 - Tournament 2012 Part I                   | 4.02.2012  | ألمانيا · دورن                                |                                                            |
| فائز      | 3-0 (1)    | روسيا            | Andrei Embolaev                 | القرار (بالإجماع)                       | 2           | 5:00  | SFC 7 - M-1 Fighter Europe                       | 26.11.2011 | ألمانيا · دورن                                |                                                            |
| فائز      | 2-0 (1)    | جورجيا           | ديمتري Dzhumburidze             | الضربة القاضية                          | 1           | 0:18  | ألمانيا ضد جورجيا 6                              | 17.09.2011 | ألمانيا · كارلسروه                            |                                                            |
| فائز      | 1-0        | ألمانيا          | سادنين كاتيكا Sadnin Katica     | إجبار الخصم على الإستسلام               | 1           |       | مبارة في الهواء الطلق                            | 23/07/2011 | ألمانيا · فرانكفورت                           |                                                            |
| لا مسابقة | 0-0        | ألمانيا          | فولكر ديتز (ملاكم) Volker Dietz | لا مسابقة (تغيير النتيجة من قبل المنظم) | 1           | 1:15  | منظمة كي 1                                       | 27/06/2009 | ألمانيا · هيرنه                               | فنون القتال المختلطة لاول مرة                              |

## روابط خارجية
- أبو بكر زعيتر على موقع IMDb (الإنجليزية)
- أبو بكر زعيتر على موقع قاعدة بيانات الفيلم (الإنجليزية)
- أبو بكر زعيتر على موقع يو إف سي (الإنجليزية)
- أبو بكر زعيتر على موقع شيردوغ (الإنجليزية)
- أبو بكر زعيتر على موقع Tapology.com (الإنجليزية)